# Kod dostępu
Kod dostępu (ang. Swordfish) – amerykański film sensacyjny z 2001 roku.

## Fabuła
Stanley Jobson to jeden z najlepszych hakerów świata, który za włamanie do systemu FBI otrzymał, wyrokiem sądu, zakaz zbliżania się do sprzętu komputerowego. Wyrok ten spowodował, że Stanley został bez grosza, na dodatek z problemami osobistymi związanymi z rozwodem i utratą córki. Pewnego dnia poznaje piękną Ginger, która zwabia go do siedziby tajemniczego Gabriela Sheara. Gabriel składa Stanleyowi ofertę współpracy.

## Główne role
- John Travolta – Gabriel Shear
- Halle Berry – Ginger Knowles
- Hugh Jackman – Stanley Jobson
- Don Cheadle – agent A.D. Roberts
- Vinnie Jones – Marco
- Camryn Grimes – Holly Jobson
- Sam Shepard – senator Reisman